# 大八木成男
大八木 成男（おおやぎ しげお、1947年（昭和22年）5月17日 - ）は、日本の実業家。帝人代表取締役会長、日本化学繊維協会会長、日本バイオプラスチック協会会長。

## 経歴
- 1947年 - 東京都生まれ。[要出典]
- 1971年 - 慶應義塾大学経済学部卒業。[要出典]
  - 同年 - 帝人株式会社入社。[要出典]
- 1975年 - バブソン大学留学、MBA取得。[要出典]
- 2001年 - 常務。[要出典]
- 2002年 - 医薬事業本部長、専務。[要出典]
- 2003年 - 医薬医療事業グループ長兼帝人ファーマ代表取締役社長就任。[要出典]
- 2008年 - 帝人代表取締役社長最高経営責任者（CEO）
  - 帝人初の非繊維畑出身社長[1]。
- 2014年 - 同代表取締役会長[要出典]
  - 後任には鈴木純が就任。
- 2019年 - 旭日重光章受章[2][3]。

## その他役職
- 海外産業人材育成協会理事[要出典]
- 産学協働人財育成円卓会議委員[要出典]
- 日本科学技術振興財団理事[要出典]
- 日本化学工業協会委員[要出典]
- 社団法人日・タイ経済協力協会理事[要出典]
- 化学繊維技術改善研究委員会理事[要出典]